# Lasioglossum pauliani
Lasioglossum pauliani là một loài Hymenoptera trong họ Halictidae. Loài này được Benoist mô tả khoa học năm 1941.